# Catharosoma castaneum
Catharosoma castaneum är en mångfotingart som beskrevs av Kraus 1954. Catharosoma castaneum ingår i släktet Catharosoma och familjen orangeridubbelfotingar. Inga underarter finns listade i Catalogue of Life.